# Maggie Stiefvater
Maggie Stiefvater (Harrisonburg, 18 novembre 1981) è una scrittrice statunitense di romanzi di genere urban fantasy destinati ad un pubblico di adolescenti e giovani adulti. Fa parte della classifica dei New York Times Best Selling Author grazie ai romanzi della saga The Raven Cycle. Nel 2020 esordisce nel campo dei fumetti realizzando i testi della graphic novel Swamp Thing: Two Branches, pubblicata dalla DC Comics.

## Biografia
Ha frequentato il l'Università di Mary Washington a Fredericksburg (Virginia) laureandosi in storia. Attualmente vive in Virginia, dove è sposata con due figli. 

## Opere
Serie Books of Faerie
1. Whisper (Lament: The Faerie Queen's Deception, 2008)
2. Destiny (Ballad: A Gathering of Faerie, 2009)

Serie I Lupi di Mercy Falls
1. Shiver (2010)
2. Deeper (Linger, 2010)
3. Forever (2011)
4. Sinner (spin-off 2015)

The Raven Cycle (tetralogia)
1. Raven Boys (The Raven Boys, 2012)
2. Ladri di Sogni (The Dream Thieves, 2013)
3. Blue Lily, Lily Blue (2014)
4. The Raven King (2016)

L'intera quadrilogia è stata pubblicata in Italia da Mondadori nella collana Oscar Draghi il 12 novembre 2024.
All'interno della raccolta sono presenti anche 4 novelle aggiuntive: 
1. A Very Declan Christmas (0.2, 2018)
2. 300 Fox Way Holiday Piece (0.3, 2014)
3. A Minor Raven Boys Holiday Drabble (0.4, 2015)
4. Opal (4.5, 2018)

The Dreamer Trilogy (trilogia)
1. Call Down The Hawk (2019, inedito in Italia)
2. Mister Impossible (2021, inedito in Italia)
3. Greywaren (2022, inedito in Italia)

Altri romanzi
- La corsa delle onde (The Scorpio Races, 2011)
- An Infinite Thread (2008, inedito in Italia)
- Kiss Me Deadly (1º agosto 2010, inedito in Italia)
- All The Crocked Saints (2017, inedito in italia)

Graphic Novel
- Swamp Thing: Twin Branches - Maggie Stiefvater (testi), Morgan Beem (illustrazioni), Jeremy Lawson (colori), editore: DC Comics, (2020, inedito in Italia).
- The Raven Boys - Maggie Stiefvater (testi), Stephanie Williams (testi), Sas Milledge (illustrazioni), editore: Viking Childrens Books (2025, inedito in Italia)